# Engawa
Engawa (縁側 ou 掾側), no Japão, é a denominação dada à faixa tipicamente pavimentada em madeira que ressalta da face das paredes constituídas por portas corrediças (shōji), cujo espaço está sob o beiral do telhado da casa tradicional japonesa. Equivale ao espaço designado no Ocidente de "varanda". Como foi já colocado noutra secção, este espaço tanto pode ser compreendido como a extensão do pavimento interno, como a extensão do espaço externo. Trata-se de um espaço de transição e também de protecção às portas corrediças tanto do sol como da chuva.

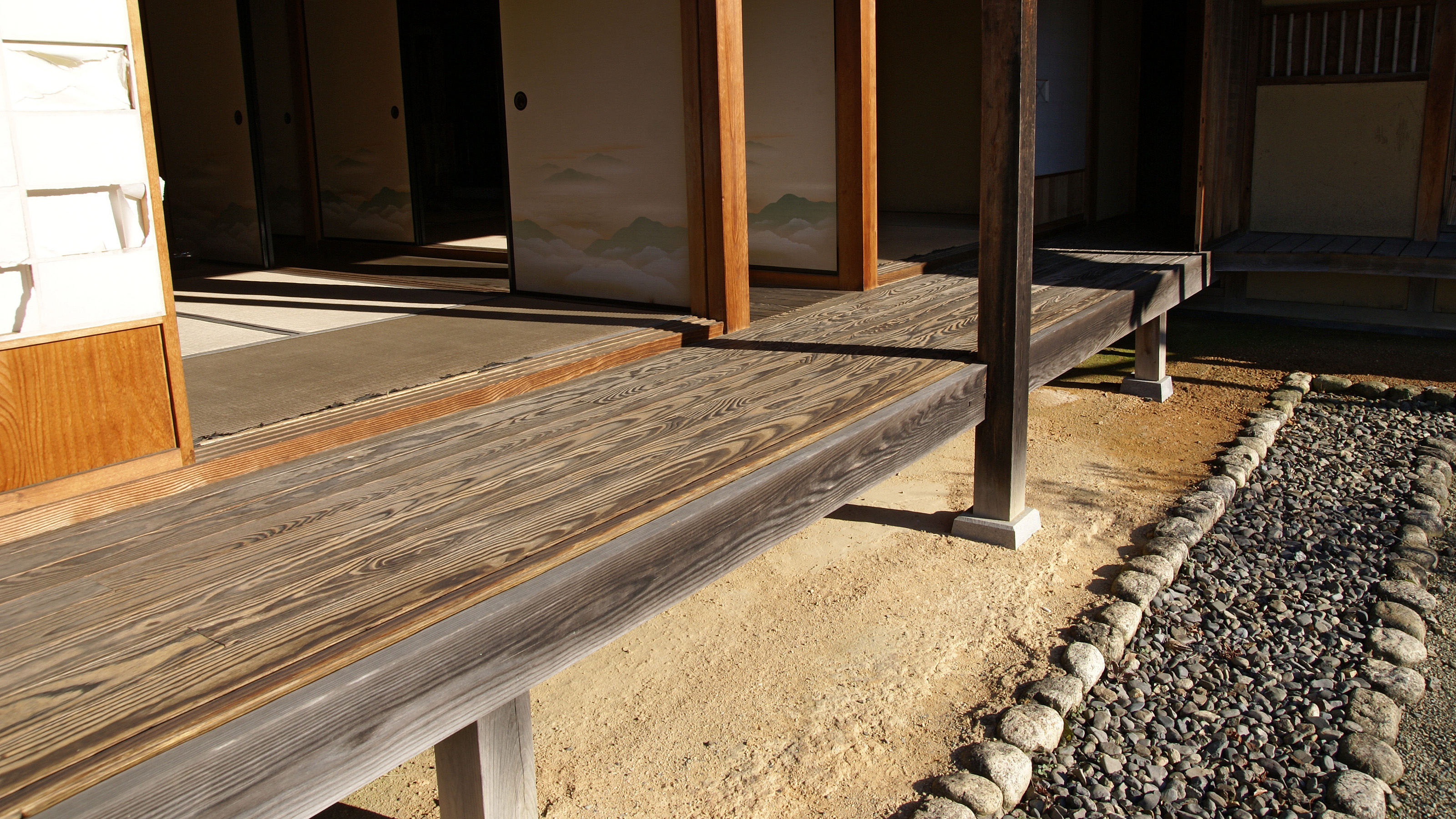
Engawa de uma casa tradicional japonesa.

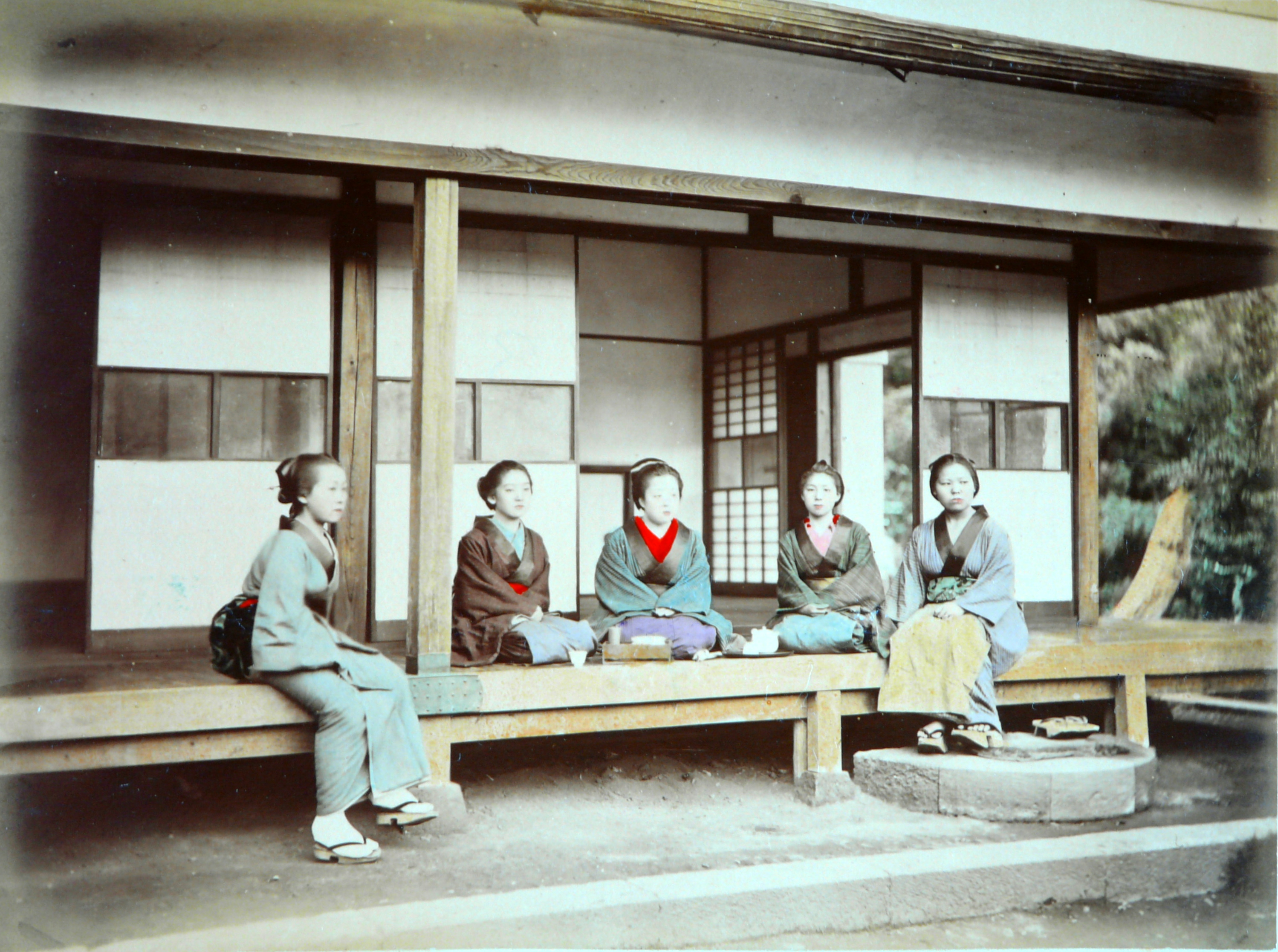
Era Meiji, um engawa que lembra uma varanda, com pessoas à escala. Note a inclinação do solo sob o engawa e o tradicional degrau de pedra.

Do interior da casa, o engawa é considerado um prolongamento do espaço e é usado eventualmente como um ambiente informal. Do exterior, a varanda é pertence do jardim, num patamar mais elevado do solo. As diferenças entre os materiais utilizados variam. Nos casos onde o engawa se encontra num nível mais próximo do piso interno (já elevado), são utilizados madeira e bambu na sua construção; e quando o engawa apresenta uma altura relativamente próxima do chão, são utilizadas normalmente pedras e este assume o carácter do jardim. Recentemente, este termo tem sido usado para referir-se também a varandas no exterior do compartimento, pelo que era tradicionalmente referido como nure'en (濡れ縁).

### Termos posicionais
- hiro-en (広縁), um interior en, possivelmente fechado
- ochi-en (落縁), um en posto num degrau abaixo do chão (ou en) dentro do mesmo
- nure'en (濡れ縁, en), um en projetando-se sob os beirais e não protegido por amado.

### Termos estruturais
- mawari-en (回縁), uma varanda envolvente en
- kirime-en (切目縁), uma en com tábuas a correr por toda a sua largura
- kure-en (榑縁), uma en com tábuas ao longo do seu comprimento
- sunoko-en (簀子縁), uma varanda com piso de ripas para melhor drenagem
- takesunoko-en (竹簀の子縁), um bambu sunoko-en

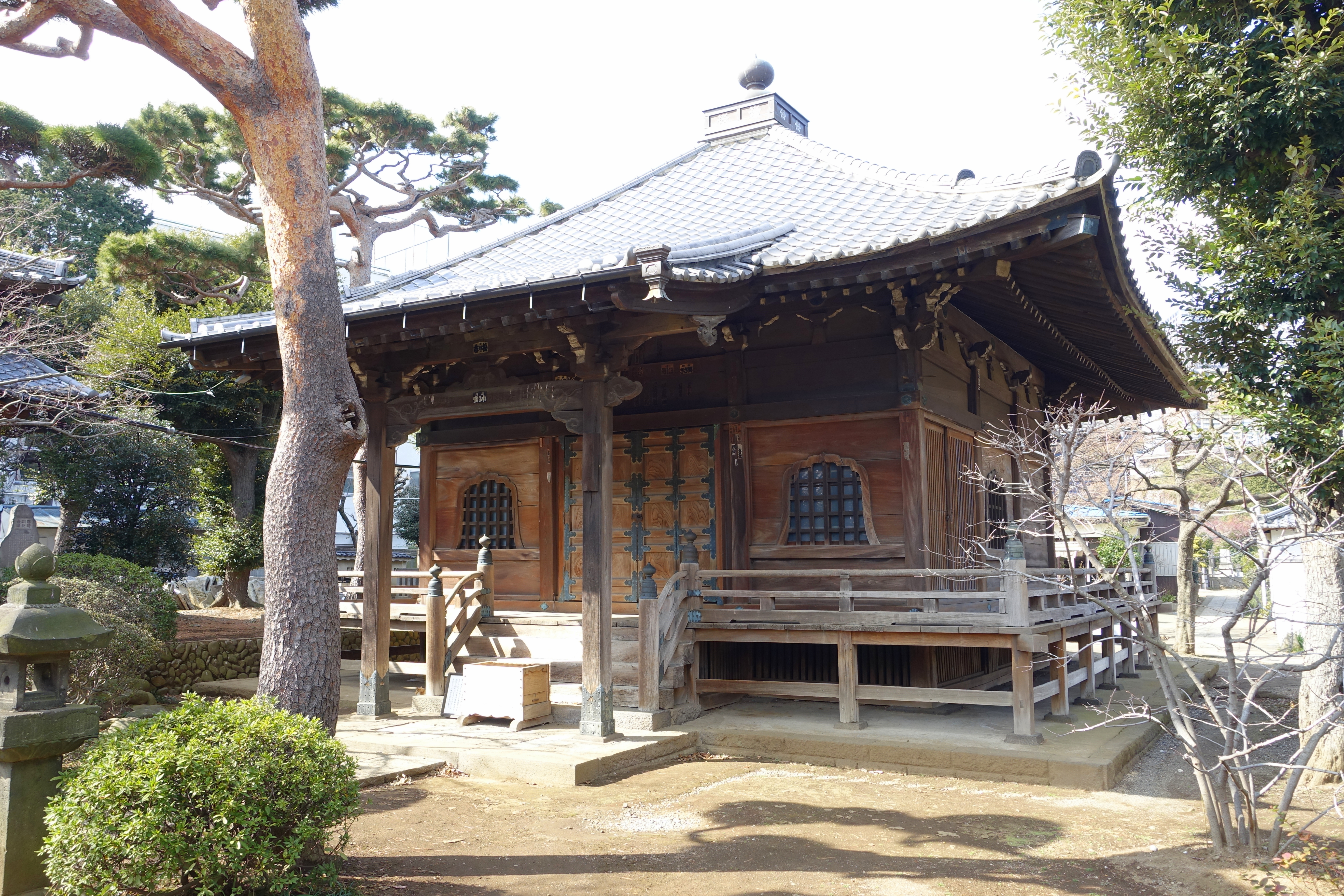
Um en ao redor do edifício, Mawari-en, envolve todo o edifício
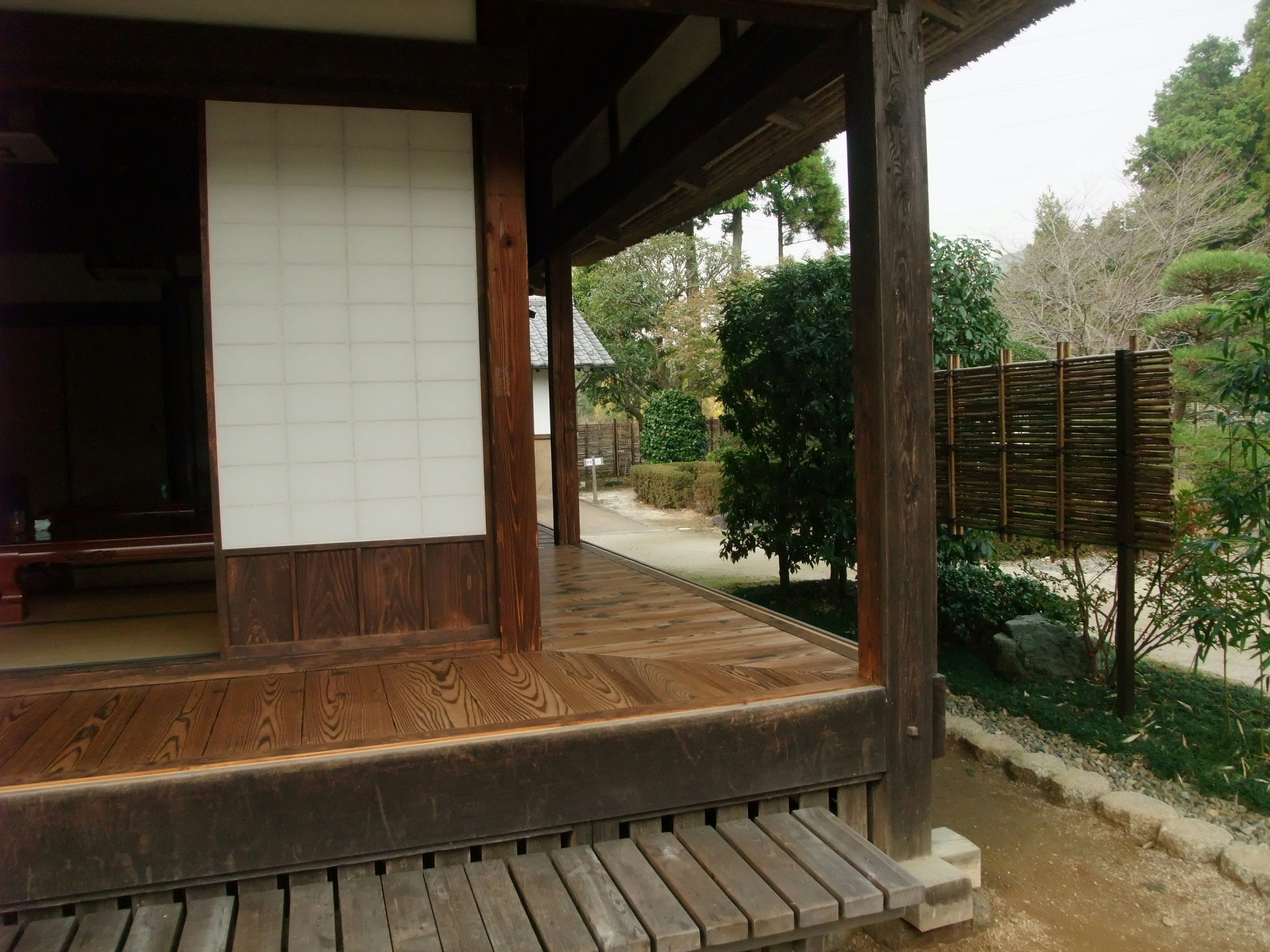
Kirime-en mostrando  tradicional tratamento de cantos chanfrados . Sunoko-en em primeiro plano.
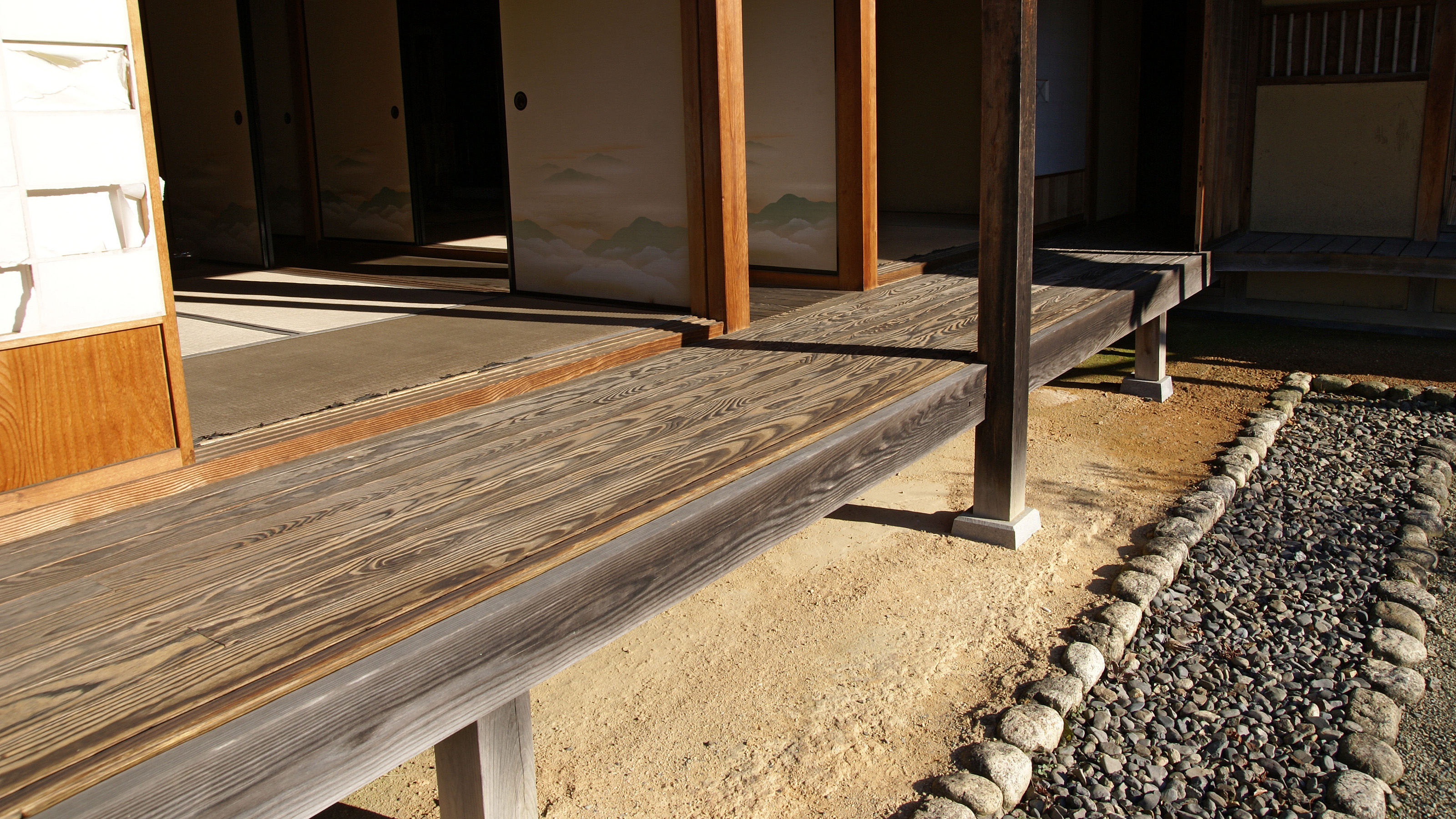
O caminho de cascalho pode muito bem servir como um dreno coletor. Kure-en
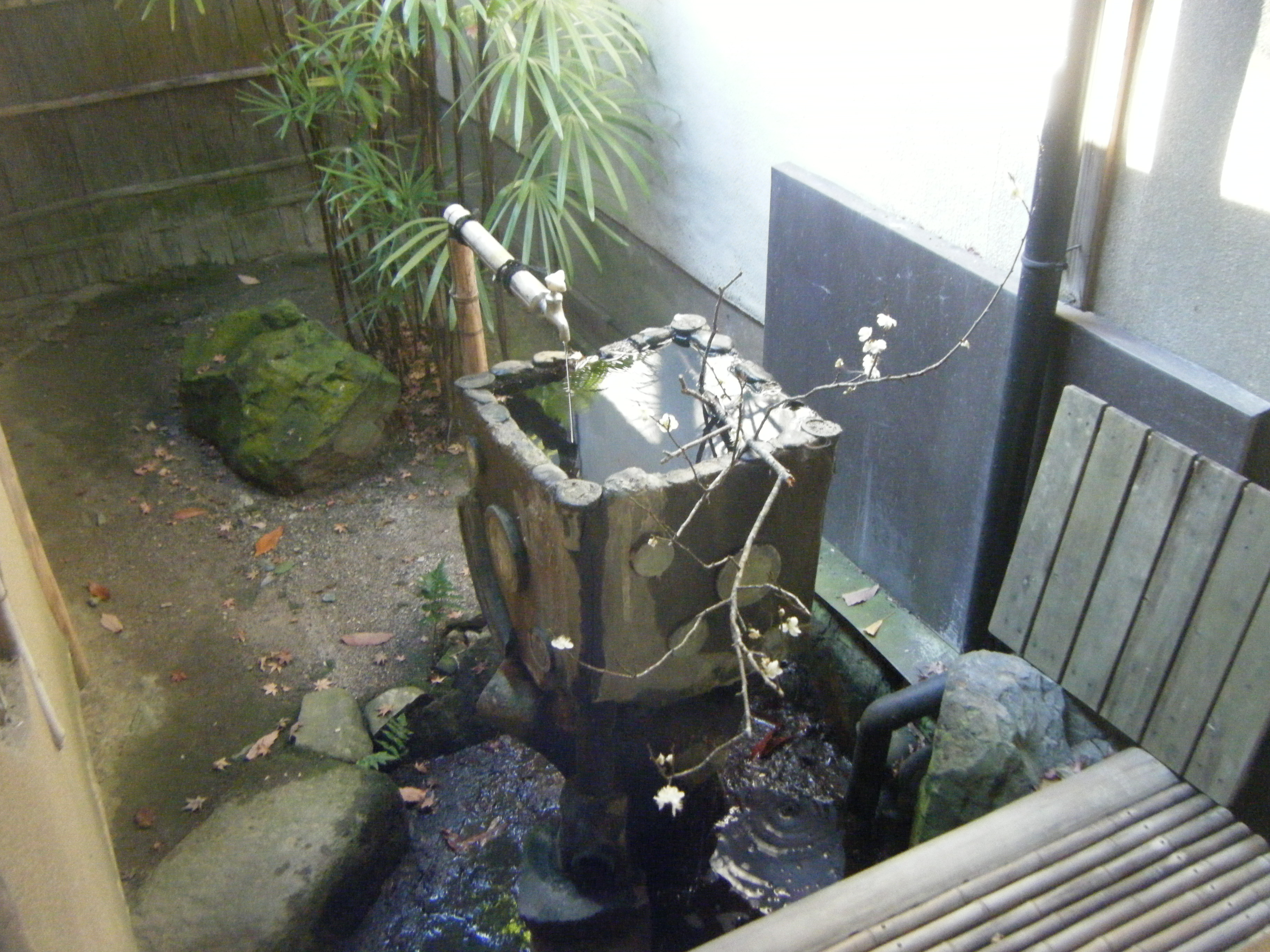
takesunoko-en de drenagem rápida no canto inferior direito, perto de uma torneira
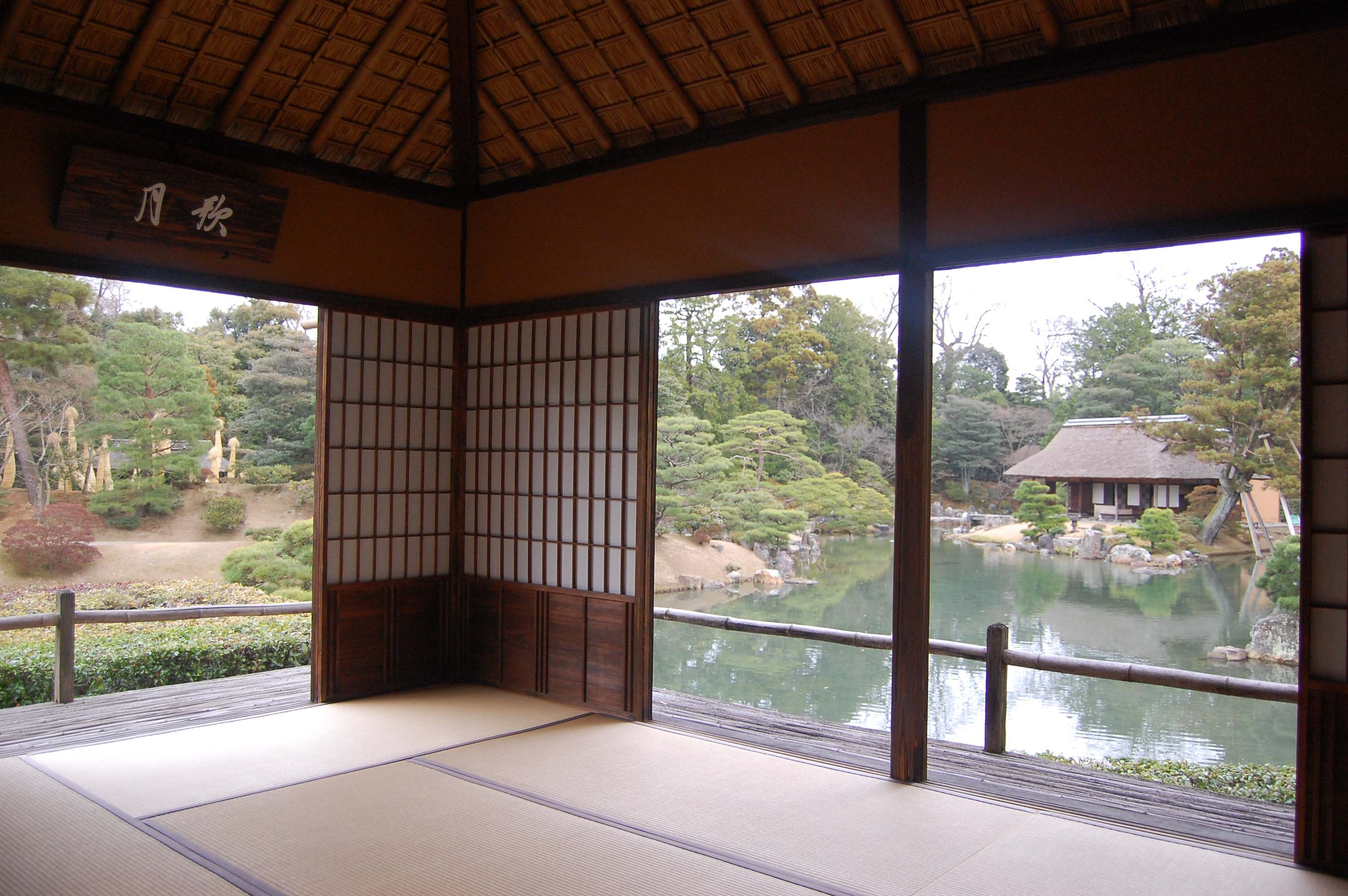
Takesunoko-en no pavilhão rústico de chá Geppa-rō, com vista para a água na Vila Imperial Katsura
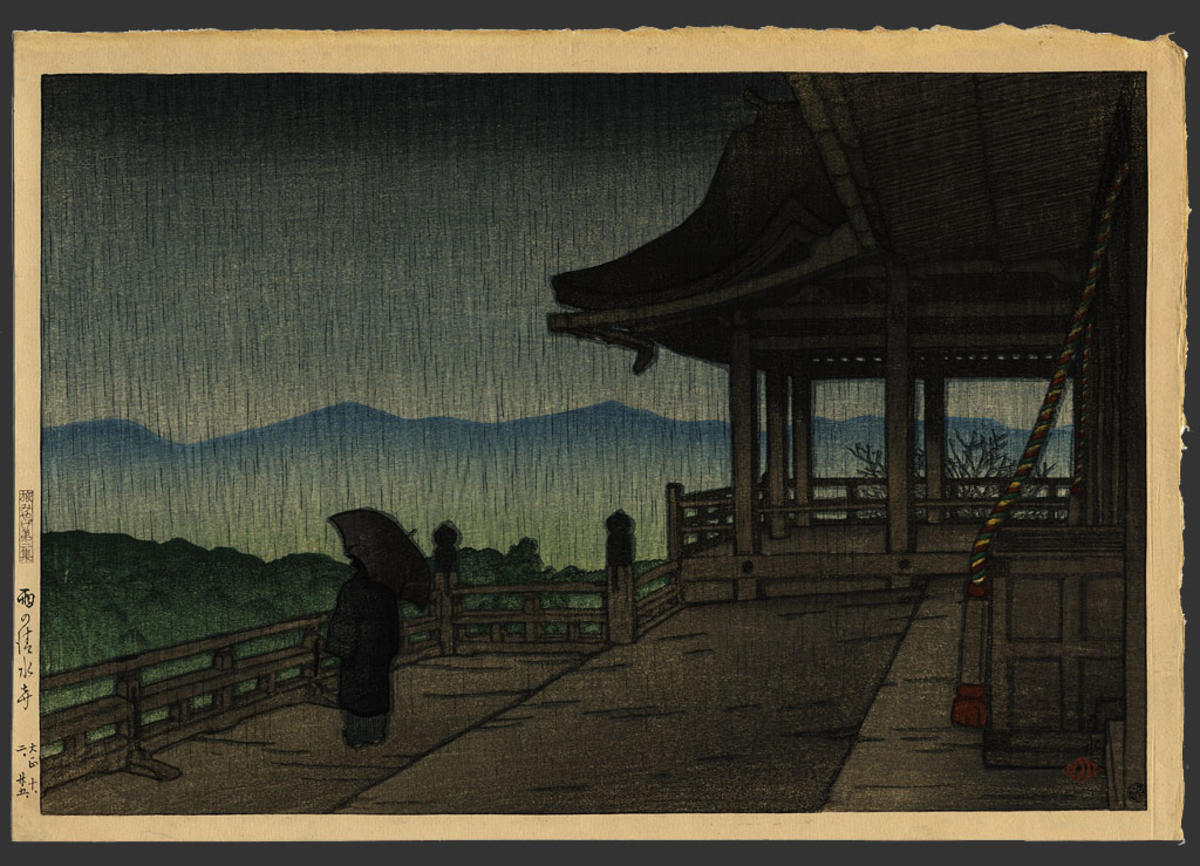
Amplo nure-en em Kiyomizu-dera ; vista à direita.